# Росси, Грациано
Грациано Росси (итал. Graziano Rossi, 14 марта 1954, Пезаро, Италия) — итальянский мотогонщик.

## Карьера
- 1977 : дебютировал в классе 500cc на Гран-при Наций как пилот Suzuki.[1]
- 1978 : завоевал свои первые очки.
- 1979 : продолжил свою карьеру как пилот Morbidelli участвуя одновременно в классе 500сc и в классе 250cc. В этом сезоне, в классе 250сс, Грациано побеждал 3 раза и 5 раз завоевывал подиум, что позволило ему финишировать третьим в чемпионате. В 500cc особых результатов не добивался.[2]
- 1980 : вернулся в Suzuki, но cерьёзное дорожно-транспортное происшествие повлияло на результаты в чемпионате. В конце сезона Грациано покинул Suzuki.[2]
- 1982 : продолжил карьеру в Yamaha (Team Agostini). 19 сентября упал с мотоцикла и только благодаря своевременной медицинской помощи остался жив.[3]
- 1984 и 1989 : участвовал в гонках Чемпионата мира по ралли, но особых результатов не добивался.[4][5]